# Gladporr
Gladporr är pornografi med inslag av humor; det kan definieras som en kombination av folklustspel (komedi) och pornografi. Ett känt exempel är porrfilmen Fäbodjäntan (1978).

## Historik
Genren gladporr spreds från slutet av 1960-talet från främst Danmark, där man 1967 avskaffat censur för pornografi inom litteratur och två år senare även den inom film. Under 1970-talet blev dessa filmer en stor dansk exportvara.
En känd gladporrsregissör var Werner Hedmann, som gjorde de sex "Teckenfilmerna" (Zodiak-serien) med bland annat I oxens tecken och I lejonets tecken. Mycket kända i genren var även de åtta "Sängkantfilmerna", där filmserien inleddes 1970 med Mazurka på sängkanten och avslutades 1976 med Sjömannen på sängkanten som i Sverige gick upp på biograferna med titeln Full fräs ombord . I alla utom en av ovanstående filmer spelade Ole Søltoft den manliga huvudrollen.